# 신숭겸
신숭겸(申崇謙, ?~927년)은 후삼국 시대(後三國 時代) 태봉(泰封) 말기(末奇) 및 고려(高麗) 초기(草奇)의 무신(武臣)으로, 고려(高麗)의 개국 공신(開國 功臣)이다.
태봉의 왕 궁예(弓裔)의 부장이었으나 918년 태조(太祖)를 추대하여 고려(高麗) 건국에 기여하였다. 927년 공산 전투(公山 戰鬪)에서 왕건(王建)의 갑옷을 바꾸어 입고 대신 전사하여 견훤(甄萱)의 후백제(後百濟)군이 그의 시신에서 수급을 베어 갔으므로 태조(太祖)는 순금으로 두상(頭像)을 만들어 시신과 같이 매장하였다. 원래 이름은 삼능산(三能山) 또는 능산(能山)이며, 시호는 장절(壯節), 평산 신씨의 시조이다.

## 생애

### 고려 개국
신숭겸은 고려사 열전 신숭겸편에 광해주(현 강원도 춘천시) 출신이라 기록되어 있다. 초명은 삼능산(三能山)이다.
후에 태조 왕건(太祖 王建)으로부터 평산(平山)을 관향으로 하사받고 평산 신씨(平山 申氏)의 시조가 된다. 918년 배현경(裵玄慶), 홍유(洪儒), 복지겸(卜智謙) 등과 협력하여 왕건(王建)의 집에 가서 “폭군(暴君)을 폐위하고 현명한 사람을 세우는 것은 천하의 대의이니 청컨대 공은 은(殷)과 주(周)의 옛일을 본받아 실행하셔야 하겠습니다.”라고 말하며 왕(王)으로 추대하였다.
“나는 충의를 신조로 삼고 있으니 왕이 비록 난폭할지라도 어찌 감히 두 마음을 가지겠는가?”라면서 왕건(王建)이 일단 거절하였다. 그러나 신숭겸(申崇謙) 등은 “시기란 만나기 어렵고 알고도 놓치기 쉬운 것인데 하늘이 주는 것을 받지 않으면 도리어 그 재앙을 받는 법입니다.”라고 밝혀 자신들의 거사가 천명임을 강변하였다. 결국 거사를 왕건(王建)이 허락하자 그를 고려(高麗)의 태조(太祖)로 추대하고 고려를 건국하는 공을 세운다.

### 전사
927년(태조(太祖) 10) 음력 11월 공산 동수 전투에서 김락(金樂), 전이갑, 전의갑 형제와 함께 태조를 구하고 전사하였다. 공산 전투 초반 고려군이 승리하는 것 같았으나 싸움의 진행 중 태조는 견훤이 이끄는 후백제군에게 포위되어 위험하였다.
이때 신숭겸 10) "제가 대왕과 외모가 비슷하오니 제가 대왕으로 변장하면 대왕께서는 무사히 탈출하실 수 있을 것입니다." 라고 말하며 왕건과 옷을 바꾸어 입고 왕건이 일반 군졸로 변장하여 포위를 뚫고 탈출하였다.
태조 왕건이 포위망을 빠져나가는 동안 신숭겸은 왕건의 행세를 하며 왕건의 백마를 타고 군대를 통솔하다가 태조 왕건이 무사히 빠져나간 이후 견훤군에게 발견 견훤군이 쏜 화살에 맞고 전사했다. 후백제군은 그의 시신에서 수급을 베어갔다.

## 사후
이후 신숭겸(申崇謙)의 시체를 발견한 태조(太祖)는 크게 슬퍼하여 송악으로 철수할 때 참수되어 머리가 없던 신숭겸의 시신에 금으로 만든 머리 모형을 끼워 넣어 장사지내고 장절(壯節)이라는 시호를 내렸다. 또한 그의 아우 능길(能吉)과 아들 보장(甫藏)을 원윤으로 삼았고 지묘사(智妙寺)를 새로 세워 그의 명복을 빌게 하였다.
대구에는 아직도 파군재, 독좌암, 왕산, 안심, 해안, 반야월, 백안, 연경, 살내 등의 많은 지명이 남아 있어, 당시의 격전지임을 알 수 있다. 그가 죽은 팔공산은 그를 비롯한 8명의 장수가 죽었다 하여 그렇게 이름붙었다고 전해진다.
현재 강원도 춘천시에는 신숭겸 장군의 묘역이 조성되어 있으며 묘역에는 묘와 묘비, 신도비, 사당, 영정, 동상이 있고, 묘에는 봉분이 세 개가 있어 특이한 형태로 되었다.
1805년에 김조순(金祖淳)이 비문을 짓고, 신위가 글씨를 쓴 신도비에 의하면 봉분이 3개가 있는데 대하여 두가지설이 있으니 그 하나는 신숭겸이 전사하자 견훤의 후백제군들이 목을 베어 갔으므로 고려 태조는 순금으로 두상(頭像)을 만들어 시신과 같이 매장하고 어느 것에 시신이 있는지 분간하기 어렵게 하여 도굴을 방지하려 하였다고 하고, 다른 하나는 신숭겸의 부인 묘라고 전해지는데 그 사실 여부는 알 수 없다고 기록하였다.
한편 일찍이 숭겸(崇謙)이 태조를 따라 삼탄에 사냥을 나갔을 때에 마침 세 마리의 기러기가 나는 것을 보고 태조가 말하는 대로 셋째 놈의 왼쪽 날개를 쏘아 맞췄다. 태조가 크게 칭찬하고 평주(平州) 평산라는 본관을 주고 기러기를 쏜 근방의 밭 3백 결(結)을 주어 자손 대대로 조(租)를 받게 하였으니, 이 땅을 궁위(弓位)라 불렀다.
994년(성종 13) 태사로 추증되어 개국 장절공(開國 壯節公)으로 태조 묘정에 배향되었다. 1120년(예종 15) 그와 김락(金樂)을 추도하여 예종이 도이장가(悼二將歌) 라는 향가를 지었다. 시호는 장절(壯節)이다.

## 가족 관계
- 부모: 미상
- 동생 : 신능길(申能吉)
  - 아들 : 신보(申甫藏)
    - 손자 : 신홍상(申弘尚)

  - 사위 : 김호(金浩) - 김유신 11대손
    - 외손 : 김화제(金華齊)

  - 사위 : 박욱(朴郁) - 경명왕의 손자
    - 외손 :  박란(朴瀾)

## 신숭겸이 등장한 작품
- 《태조 왕건》 (KBS, 2000년~2002년, 배우: 김형일)

## 같이 보기
- 한국의 역사
- 신장절공묘역

## 참고 자료
- 《삼국사기》(三國史記)
- 《고려사》(高麗史)
- 《고려사절요》(高麗史節要)
- 《신증동국여지승람》(新增東國輿地勝覽)
- 《상촌고》(象村稿)